# Hans-Jörg Schmidt
Hans-Jörg Schmidt (* 1953 in Halle (Saale)) ist ein deutscher Journalist und Buchautor, der seit 1990 in Prag lebt.

## Leben
Nach einer Lehre als Maschinenbauer schlug Schmidt Anfang der 1970er Jahre eine journalistische Laufbahn als Volontär beim Studio Halle von Radio DDR ein. Er studierte Journalistik in Leipzig und arbeitete danach in verschiedenen Abteilungen beim Rundfunk der DDR in Berlin, zuletzt in der Redaktion Außenpolitik. 1990 wurde er als Tschechoslowakei-Korrespondent nach Prag entsandt.
Nach dem Ende des Rundfunks der DDR blieb Schmidt in Prag und wurde freiberuflich journalistisch tätig. Mehr als 20 Jahre arbeitete er unter anderem als Korrespondent für Die Welt. Derzeit ist er vor allem für die Sächsische Zeitung tätig. Schmidt arbeitete zudem über viele Jahre für tschechische und slowakische Medien. Von ihm sind bislang zwei Bücher über die Tschechische Republik erschienen. 
Schmidt ist mittlerweile der dienstälteste deutschsprachige politische Korrespondent in der tschechischen Hauptstadt. Im Rahmen des Deutsch-tschechischen Journalistenpreises 2018 wurde Schmidt mit der erstmals verliehenen Sonderauszeichnung für langjährige herausragende journalistische Tätigkeit geehrt.

## Publikationen, Werke
- Tschechien: Ein Länderporträt. Fotos von Björn Steinz. Ch. Links Verlag, Berlin 2006; 4. Auflage, 2016, ISBN 978-3-86153-936-0.
- Tschechien – wieder Zeman: kein Frühling in Prag. Illustriert von Björn Steinz, Verlag 3.0, 2013, ISBN 978-3-944343-69-3.